# Balan Wonderworld
Balan Wonderworld (バランワンダーワールド?, Baran Wandāwārudo) è un videogioco platform co-sviluppato dalla Arzest e dalla Balan Company, sussidiaria della Square Enix, e pubblicato da quest'ultima il 26 marzo 2021 per Windows, Nintendo Switch, PlayStation 4, PlayStation 5, Xbox One, e Xbox Series X/S.
Il gioco consente di vestire i panni di uno dei due bambini, Leo Craig o Emma Cole, guidati da un essere magico antropomorfo di nome Balan, e che devono esplorare dodici mondi, ognuno rappresentanti i cuori di altrettante persone. Nei livelli sandbox che compongono il mondo, si raccolgono oggetti e si usano una varietà di poteri che si sbloccano usando costumi a tema.
Il gioco rappresenta il debutto videoludico della Balan Company, una sussidiaria della Square Enix guidata da Yūji Naka, creatore di Sonic e Nights into Dreams. Lo sviluppo del gioco è iniziato nel 2018 con la collaborazione dell'artista Naoto Ohshima (già contribuente a Sonic Adventure): l'estetica è basata su un teatro musicale, e la musica, composta da Ryo Yamazaki e Hironori Anazawa e contenente voci del Teatro del West End come Laura Pitt-Pulford, accompagna gli scenari scritti dal romanziere Soushi Kawasaki e i filmati creati dalla Visual Works.
Il gioco è uscito anche insieme a un romanzo chiamato Balan Wonderworld ~Maestro of Mysteries, Theatre of Wonders~.

## Modalità di gioco
Balan Wonderworld è un platform ambientato nell'Isola dei Tim, un'isola volante abitata da due bambini, Leo Craig o Emma Cole, che vengono portati nel magico mondo di Wonderworld da un essere antropomorfo chiamato Balan. Il giocatore impersona uno dei due bambini, e attraversa dodici livelli, chiamati Capitoli, composti di più sottolivelli, e che si sbloccheranno raccogliendo oggetti chiamati Statue di Balan in ogni area. In ogni Capitolo, il protagonista attraversa livelli sandbox, cercando oggetti collezionabili come le stesse statue e degli oggetti cristallini chiamati Gocce, e risolvendo enigmi per procedere nel gioco. Durante l'esplorazione, il giocatore se la vedrà spesso con dei nemici che pullulano la zona, alla fine del quale si affronterà un boss a tema con la narrativa e l'ambiente del capitolo. Il gioco utilizza la dinamica della difficoltà adattiva, che aggiusta il numero e il tipo di nemici in base alle prestazioni totali assolute del giocatore.
Il giocatore può trovare dei costumi (80 in totale, alcuni dei quali situati in posti segreti) dal cast di ogni capitolo, che si sbloccano dai cristalli usando delle chiavi. Questi costumi donano nuove abilità come volare, navigare attraverso pericoli o sentieri, o combattere nemici, dato che, senza un costume, i personaggi possono soltanto muoversi e saltare. È possibile portare un massimo di tre costumi alla volta, intercambiabili attraverso due appositi tasti; nel caso se ne prenda un altro, esso sostituirà un costume che verrà spedito in un'apposita banca, accessibile tramite un checkpoint. Ricevere danni, o cadere dai bordi dell'ambiente, causa la sparizione del costume; se il personaggio viene colpito senza un costume, si viene espulsi dal Capitolo. I costumi sbloccano anche minigiochi relativi a ogni capitolo.
Inoltre, sono presenti anche dei cappelli a cilindro che sbloccano un minigioco chiamato Balan's Bout (o Battaglia di Balan), dove si impersona lo stesso Balan e si eseguono delle pose tramite dei quick time event; completare il minigioco almeno una volta comporta la vincita di una Statua di Balan, e moltiplica il totale attuale delle Gocce. È possibile giocare un Capitolo qualsiasi anche in due giocatori in cooperativa, dove si impersonano entrambi i bambini e si combinano le abilità dei costumi per semplificare gli enigmi e aprire nuovi potenziali percorsi per superare i livelli.
Nell'Isola di Tim, il giocatore può sfamare delle creature chiamate Tim con le Gocce trovate nei livelli, cambiandone il colore e potenziando le loro abilità: ad esempio, quelli rossi aiutano il giocatore a combattere, mentre quelli rosa a scoprire oggetti nascosti. Le uova dei Tim si trovano disseminate nei livelli, e sono necessarie per aumentare il numero dei Tim nel mondo originale. Inoltre, è presente anche un edificio speciale chiamato Torre dei Tim, che cresce tramite dei meccanismi attivati dai Tim stessi. Completando il gioco, si sblocca un terzo nuovo livello per ogni capitolo, con ambienti più difficili e nuovi costumi.

## Demo e patch
Il 27 gennaio, è uscita una demo contenente tutto il primo Capitolo e il primo livello dei Capitoli 4 e 6. La demo è stata lodata per la musica e lo stile artistico, ma criticata per i controlli e la telecamera. Pur essendo il gioco troppo vicino alla data d'uscita per una maggiore riparazione, la Square Enix ha creato una patch per aggiustare i problemi alla telecamera e al movimento dei personaggi, e alterare la difficoltà dei boss per renderli più impegnativi; la patch ripara anche un bug che coinvolge flash di luce nell'ultima boss battle che provocava epilessia, motivo per cui la Square Enix avvertiva ai giocatori di installare la patch prima di giocare.

## Accoglienza
| Testata                              | Versione | Giudizio |
| ------------------------------------ | -------- | -------- |
| Metacritic (media al 31 maggio 2021) | NSwitch  | 36/100   |
| Metacritic (media al 31 maggio 2021) | PC       | 38/100   |
| Metacritic (media al 31 maggio 2021) | PS4      | 44/100   |
| Metacritic (media al 31 maggio 2021) | PS5      | 51/100   |
| Metacritic (media al 31 maggio 2021) | XboxSX   | 47/100   |
| Destructoid                          | PS5      | 5.5/10   |
| Famitsū                              | PS5      | 30/40    |
| GameSpot                             | PS5      | 5/10     |
| Hardcore Gamer                       | Tutte    | 2/5      |
| IGN                                  | Tutte    | 4/10     |
| Nintendo Life                        | NSwitch  | 3/10     |
| Nintendo World Report                | NSwitch  | 3/10     |
| Shacknews                            | PS5      | 6/10     |

Balan Wonderworld ha ricevuto un'accoglienza sfavorevole: sul sito web Metacritic riporta un punteggio di 36/100 sulla media di 9 recensioni per la versione Switch, 38/100 sulla media di 10 per la versione PC, 44/100 sulla media di 10 per la versione PS4, 51/100 sulla media di 28 per la versione PS5, e 47/100 sulla media di 11 per la versione Xbox Series X.
Il 28 marzo, Metacritic ha presentato un numero sospetto di recensioni positive degli utenti in maniera simile al fenomeno chiamato review bombing, a causa della quantità di punteggi perfetti di 10/10 attraverso nomi utenti simili.